# Yoduro de germanio (II)
El yoduro de germanio (II) es un yoduro de germanio, con la fórmula química de GeI2.

## Obtención
El yoduro de germanio (II) se puede obtener mediante la reacción de yoduro de germanio (IV) con ácido yodhídrico y ácido hipofosforoso y agua: 
Ge + I
2  →  GeI
2
También puede formarse por la reacción de monosulfuro de germanio o monóxido de germanio y yoduro de hidrógeno. 
HGeCl
3 + 3 HI  →  HGeI
3 + HCl
HGeI
3  →  GeI
2 + HI
También puede obtenerse a partir de la reacción directa del germanio y el yodo a temperaturas de entre 200 y 400 °C. 
GeI
4 + H
2O + H
3PO
2  →  GeI
2 + H
3PO
3 + 2 HI
El yoduro de germanio (II) también puede formarse a partir de la descomposición del hidrógeno de germanio (III), que puede prepararse haciendo reaccionar hidrógeno de germanio (III) con ácido yodhídrico. 
GeO + 2 HI  →  GeI
2 + H
2O
GeS + 2  HI  →  GeI
2 + H
2S}

## Propiedades
El yoduro de germanio (II) es un cristal amarillo que se hidroliza lentamente en hidróxido de germanio (II) en presencia de humedad.  Es insoluble en hidrocarburos y ligeramente soluble en cloroformo y tetracloruro de carbono . Tiene una estructura de yoduro de cadmio con parámetros reticulares a = 413 pm y c = 679 pm.  Se desproporciona con el germanio y el tetrayoduro de germanio a 550 °C. 

## Aplicaciones
El yoduro de germanio (II) puede reaccionar con el carbeno para formar compuestos estables. También se utiliza en la industria electrónica para producir capas de germanio epitaxialmente mediante reacciones de desproporción. 